# Festival de la Cançó d'Eurovisió 2013
El Festival de la Cançó d'Eurovisió 2013 va ser la 58a edició d'aquest esdeveniment musical. Les dates establertes per la UER van ser el 14, 16 i 18 de maig de 2013, i va tenir lloc a Suècia. El país escandinau va acollir aquesta edició gràcies al fet que la seva representant Loreen va guanyar l'edició de 2012 a Bakú amb la cançó Euphoria.

## Seu

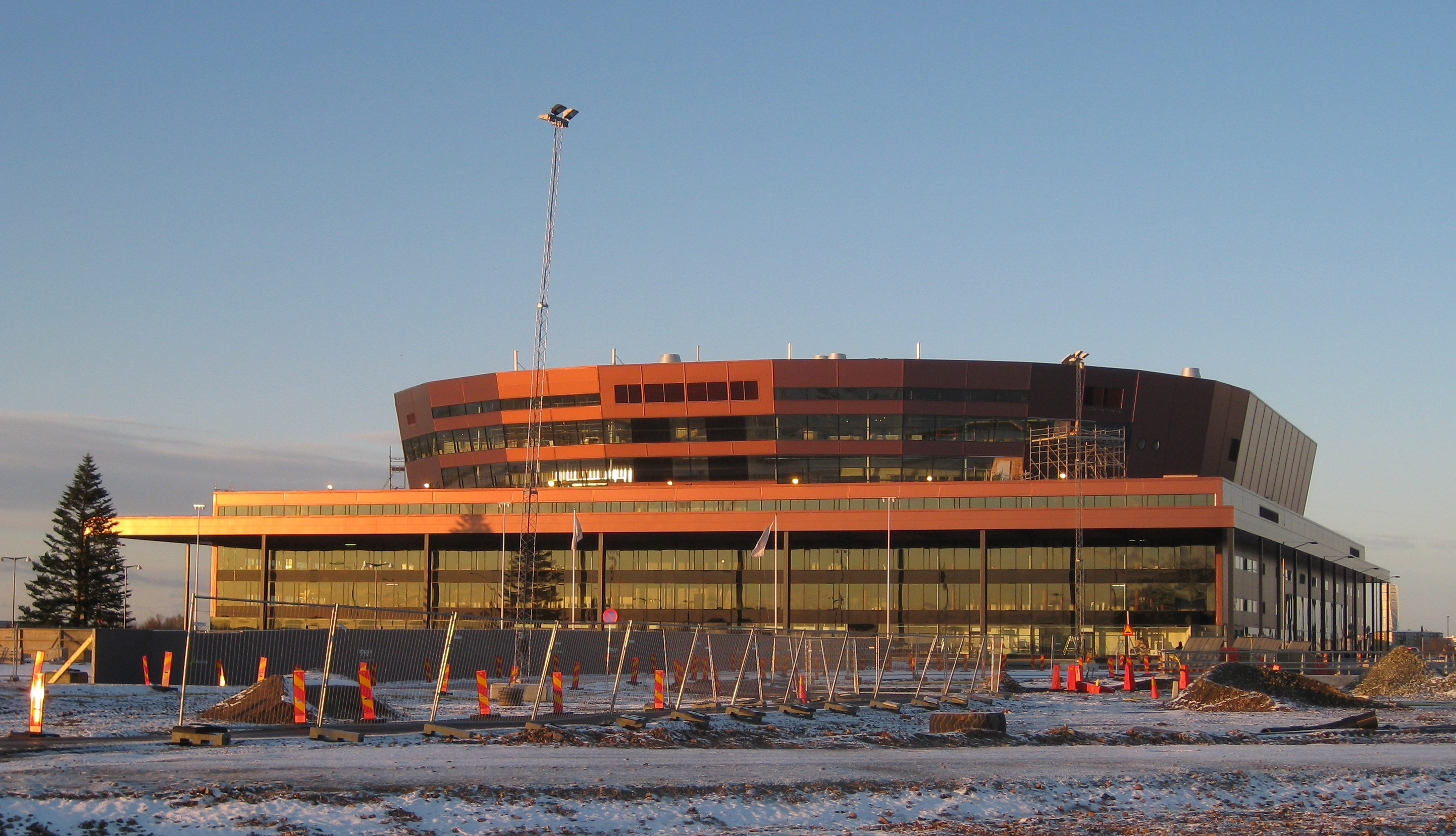
Malmö Arena, seu del Festival de 2013

La televisió pública sueca SVT va ser l'organitzadora de l'esdeveniment. El 8 de juliol de 2012, la direcció de l'ens va anunciar que la seu del Festival que proposarien a la UER és el Malmö Arena, situat a la ciutat de Malmö. Aquest recinte consta d'una capacitat per a 15.500 espectadors.
Gotemburg va renunciar a acollir l'esdeveniment pels problemes d'agenda de la seva proposta, ja ocupada per altres activitats previstes. Estocolm va ser finalment descartada també per coincidència de dates amb altres esdeveniments importants, principalment el Mundial d'Hoquei Gel 2013.
La SVT també va confirmar que el pressupost global destinat a l'esdeveniment rondaria els dotze milions d'euros, reduint considerablement les xifres de l'anterior edició a Bakú. Entre altres mesures d'estalvi, el Festival només comptaria amb un presentador (en aquesta ocasió, Petra Mede), l'escenari tindria dimensions més reduïdes i menys mitjans accessoris, i hi hauria un dia menys d'assaigs.
Com a novetat, en aquesta edició l'ordre d'actuació dels participants, tant a les semifinals com a la final, va ser decidit per l'equip de producció en comptes de ser sortejat com es feia fins ara, per tal d'evitar que concorrin seguides massa cançons d'un mateix estil.

## Països participants

Països participants que es van classificar per a la final.
Països participants que no es van classificar per a la final.
Països que hi van participar al passat però no el 2013.

La següent taula mostra la llista oficial amb els 39 participants (membres actius de la UER), publicada per aquest organisme el 21 de desembre de 2012. El 17 de gener de 2013 es va realitzar el sorteig per distribuir els participants entre les dues semifinals.
| País             | Ens televisiu | Preselecció per Eurovisió 2013 | Candidats propostos                                                                                       |
| ---------------- | --- | --- | --- |
| Albània          | RTSH (Radio Televizioni Shqiptar) - Semifinal 2                                                                              | La televisió albanesa va confirmar la seva participació al Festival de 2013, i posteriorment va obrir la convocatòria per participar en el seu històric Festivali i Këngës; la final va tindre lloc el 22 de desembre de 2012. | Adrian Lulgjuraj i Bledar Sejko representaren Albània al Festival de 2013 amb la cançó Identitet.         |
| Alemanya         | ARD (Arbeitsgemeinschaft er öffentlich-rechtlichen Rundfunkanstalten der Bundesrepublik Deutschland) - Vota a la Semifinal 2 | L'ARD va anunciar que canviaria el format de preselecció, de tipus talent show, emprat els darrers anys, donat que l'ens privat amb qui col·laborava, Pro7, havia manifestat la seva intenció de posar fi al projecte conjunt de preseleccions nacionals. Així doncs, l'ARD va organitzar una preselecció oberta, anomenada Unser song für Malmö, que va comptar amb una única gala on competien dotze candidats. La gala va tindre lloc el 14 de febrer de 2013 a la ciutat d'Hannover. | Cascada representà Alemanya al Festival de 2013 amb la cançó Glorious.                                    |
| Armènia          | ARMTV (Armenian Television) - Semifinal 2                                                                                    | L'ens armeni va anunciar el seu retorn al Festival després de boicotejar a darrera hora l'edició de 2012 per una suposada manca de seguretat de la seva delegació a Bakú, a causa del conflicte bèl·lic que els enfronta amb l'Azerbaidjan. El 22 de gener de 2013, la televisió armènia va anunciar el grup escollit internament. Posteriorment, va obrir una convocatòria perquè els compositors enviessin les seves propostes per a una elecció televisada de la cançó que va tindre lloc el 2 de març de 2013. | Dorians representaren Armènia al Festival de 2013 amb la cançó Lonely planet.                             |
| Àustria          | ORF (Österreichischer Rundfunk) - Semifinal 1                                                                                | Va emprar el format de preselecció oberta anomenat Österreich rockt den Song Contest, la final del qual es va dur a terme el 15 de febrer de 2013. En aquesta ocasió però, els candidats no se seleccionaren via vot web sinó que van ser seleccionats a través d'un jurat de la cadena. | Natalia Kelly representà Àustria al Festival de 2013 amb la cançó Shine.                                  |
| Azerbaidjan      | ITV (Ictimai Televiziya) - Semifinal 2                                                                                       | La ITV va confirmar la seva participació al Festival de 2013 i també va anunciar que tornaria a emprar un format de preselecció semblant al de l'any anterior, anomenat Milli Seçim Turu, amb diverses gales per escollir l'intèrpret i la cançó. La final va tindre lloc el 14 de març de 2013. | Farid Mammadov representà Azerbaidjan al Festival de 2013 amb la cançó Hold me.                           |
| Bèlgica          | RTBF (Radio Télévision Belge Francophone) - Semifinal 1                                                                      | L'ens francòfon RTBF pren el relleu de la televisió flamenca VRT quant a l'organització de la preselecció belga. El 16 de novembre de 2012 va anunciar el representant que havia escollit internament; posteriorment, la RTBF va organitzar una preselecció a través de la ràdio VivaCité el 16 de desembre de 2012 perquè l'audiència pogués escollir la cançó guanyadora d'entre tres propostes. | Roberto Bellarosa representà Bèlgica al Festival de 2013 amb la cançó Love kills.                         |
| Belarús          | BTRC (Belaruskaja Tele-Radio Campanjia) - Semifinal 1                                                                        | El Ministeri de Cultura belarús va confirmar la continuïtat de la participació belarussa al Festival; posteriorment, la BTRC va anunciar que introduiria canvis en la seva fórmula de preselecció oberta anomenada EuroFest, després dels escàndols de manipulació de vots que es van donar a la darrera edició. La final d'aquesta preselecció va tindre lloc el 7 de desembre de 2012, on es va triar l'artista guanyadora i la seva cançó, tot i que aquest tema va ser canviat per un de nou, presentat el 5 de març de 2013, donat que la delegació belarussa no considerava l'original adient pel Festival. | Alyona Lanskaya representà Belarús al Festival de 2013 amb la cançó Solayoh.                              |
| Bulgària         | BNT (Bâlgarska Nationalna Televizija) - Semifinal 2                                                                          | La Televisió Nacional de Bulgària ha confirmat la seva participació a l'edició de 2013. A més, amb col·laboració de l'OGAE local i diferents llocs web eurovisius, ha llençat un qüestionari a nivell internacional amb la finalitat de conèixer l'opinió dels fans respecte a les participacions búlgares recents poc reeixides i extreure conclusions sobre com millorar-les de cara al proper Festival. Finalment, tot i plantejar una preselecció oberta, les restriccions pressupostàries van obligar a l'ens a decantar-se per una elecció interna d'artista, tot i que la cançó seria triada posteriorment de forma oberta i televisada; així doncs, el 10 de febrer de 2013 la televisió búlgara va presentar els artistes escollits, i el 3 de març de 2013 va tindre lloc la selecció oberta de la cançó. Posteriorment, l'11 de març de 2013 es va reemplaçar la cançó guanyadora per la segona classificada, degut a problemes amb els drets d'autor dels compositors de la primera. | Elitsa Todorova i Stoyan Yankulov representaren Bulgària al Festival de 2013 amb la cançó Samo shampioni. |
| Croàcia          | HRT (Hrvatska Radiotelevizija) - Semifinal 1                                                                                 | La televisió croata va confirmar la seva participació a la pròxima edició del Festival. Posteriorment, va obrir una convocatòria demanant que els candidats enviessin cançons de gènere klapa, tradicional de la costa del país. L'elecció dels artistes i de la cançó es realitzen internament; el títol de la cançó escollida va ser publicat el 15 de gener de 2013 i es va presentar al públic el 27 de febrer de 2013. | Klapa s Mora representaren Croàcia al Festival de 2013 amb la cançó Mizerja.                              |
| Dinamarca        | DR (Danmarks Radio) - Semifinal 1                                                                                            | La DR va confirmar que tornaria a organitzar el seu habitual Melodi Grand Prix per seleccionar el seu representant. La final del festival danès va tindre lloc el 26 de gener de 2013 a la ciutat d'Herning. | Emmelie de Forest representà Dinamarca al Festival de 2013 amb la cançó Only teardrops.                   |
| Eslovènia        | RTVSLO (Radiotelevizija Slovenija) - Semifinal 1                                                                             | La televisió eslovena va anunciar a la premsa local que per a l'edició de 2013 tornaria al format original de la seva preselecció habitual, anomenada EMA; però finalment, i degut a les restriccions en el pressupost, l'elecció d'artista i cançó es va dur a terme internament. La cantant seleccionada va ser presentada l'1 de febrer de 2013 i la cançó es va donar a conèixer el 14 de febrer de 2013. | Hannah representà Eslovènia al Festival de 2013 amb la cançó Straight into love.                          |
| Espanya          | TVE (Televisión Española) - Vota a la Semifinal 2                                                                            | La televisió pública espanyola va anunciar que repetiria la fórmula d'elecció interna d'artista i pública de la cançó, emprat per escollir la seva representant al 2012. El grup escollit va ser anunciat per la cadena el 17 de desembre de 2012; posteriorment, aquest va presentar quatre cançons escrites per ells mateixos, i tres foren seleccionades per a una gala, que va tindre lloc el 26 de febrer de 2013, on l'audiència va escollir la guanyadora. | El Sueño de Morfeo representaren Espanya al Festival de 2013 amb la cançó Contigo hasta el final.         |
| Estònia          | ERR (Eesti Rahvusringhääling) - Semifinal 1                                                                                  | La televisió pública estoniana va confirmar que participaria en el Festival de 2013, mantenint la fórmula emprada els darrers anys per seleccionar el representant, el festival nacional anomenat Eesti Laul. La final va tindre lloc el 2 de març de 2013. | Birgit Õigemeel representà Estònia al Festival de 2013 amb la cançó Et uus saaks alguse.                  |
| Finlàndia        | YLE (Yleisradio) - Semifinal 2                                                                                               | La YLE va anunciar que mantindria el format adoptat al 2012, conegut com UMK, de cara al 2013, si bé introduint alguns canvis. La final va tindre lloc el 9 de febrer de 2013 a la ciutat d'Espoo. | Krista Siegfrids representà Finlàndia al Festival de 2013 amb la cançó Marry me.                          |
| França           | France Télévisions - Vota a la Semifinal 2                                                                                   | Malgrat el mal resultat de 2012, l'ens públic francés va assegurar que continuarà participant al Festival, però probablement canviant el perfil dels artistes escollits. L'elecció, però, continua sent completament interna: el 22 de gener de 2013 la cadena France 3 va anunciar l'artista escollida i el títol de la cançó que interpretarà al Festival. La cançó va ser presentada en públic el 14 de març de 2013. | Amandine Bourgeois representà França al Festival de 2013 amb la cançó L'enfer et moi.                     |
| Geòrgia          | GPB (Georgian Public Broadcasting) - Semifinal 2                                                                             | La televisió pública georgiana va confirmar la seva participació al Festival de 2013. Posteriorment, va anunciar els artistes escollits internament el 31 de desembre de 2012 i la cançó fou presentada al públic el 27 de febrer de 2013. | Nodi Tatishvili i Sophie Gelovani representaren Geòrgia al Festival de 2013 amb la cançó Waterfall.       |
| Grècia           | ERT (Elliniki Radiophonia Tileorassi) - Semifinal 2                                                                          | L'ens grec va confirmar la seva presència al proper Festival, tot i que en aquest cas, degut a la greu situació financera de la cadena, el procés de selecció del candidat hel·lè ha estat traspassat a l'ens privat MAD TV, el qual va organitzar una preselecció oberta amb quatre artistes que proposaren quatre temes de diferents gèneres musicals. Aquesta gala va tindre lloc el 18 de febrer de 2013. | Koza Mostra i Agàthonas Iakovidis representaren Grècia al Festival de 2013 amb la cançó Alcohol is free.  |
| Hongria          | MTV (Magyar Televizió) - Semifinal 2                                                                                         | La televisió hongaresa va mantenir la seva preselecció oberta anomenada A Dal com a mètode per escollir el seu representant per a l'edició de 2013. La final va tindre lloc el 2 de març de 2013. | ByeAlex representà Hongria al Festival de 2013 amb la cançó Kedvesem.                                     |
| Irlanda          | RTÉ (Radio Telefís Éireann) - Semifinal 1                                                                                    | La RTÉ va confirmar la seva participació al Festival de 2013. Un cop més, la televisió irlandesa va optar per organitzar una preselecció oberta, anomenada Eurosong, que com també és habitual va tindre lloc dins del programa nocturn The Late Late Show que es va emetre el 22 de febrer de 2013. | Ryan Dolan representà Irlanda al Festival de 2013 amb la cançó Only love survives.                        |
| Islàndia         | RUV (Ríkisútvarpid) - Semifinal 2                                                                                            | La televisió pública islandesa va tornar un cop més a organitzar el seu habitual festival de preselecció anomenat Söngvakeppni Sjónvarpsins. La final va tindre lloc el 2 de febrer de 2013. | Eythor Ingi representà Islàndia al Festival de 2013 amb la cançó Ég á líf.                                |
| Israel           | IBA (Israel Broadcasting Authority) - Semifinal 2                                                                            | L'IBA va anunciar que reintroduiria el procés de preselecció oberta, anomenat KDAM, amb un format semblant al del Melodi Grand Prix noruec, amb tres semifinals, una repesca i la final, que va tindre lloc el 7 de març de 2013. | Moran Mazor representà Israel al Festival de 2013 amb la cançó Rak bishvilo.                              |
| Itàlia           | RAI (Radiotelevisione Italiana) - Vota a la Semifinal 1                                                                      | La RAI va confirmar la seva participació i va anunciar que introduiria canvis al seu històric Festival de Sanremo per fer-lo més dinàmic i atraure noms més grans de la música italiana; un cop més, l'ens italià va escollir internament el seu representant al Festival de 2013 d'entre els participants a Sanremo. La final del Festival de Sanremo va tindre lloc el 16 de febrer de 2013, data en què també es va anunciar el candidat escollit pel Festival; posteriorment, l'artista va escollir la cançó que interpretaria a l'esdeveniment europeu. | Marco Mengoni representà Itàlia al Festival de 2013 amb la cançó L'essenziale.                            |
| Letònia          | Latvijas Televizija (LTV) - Semifinal 2                                                                                      | Latvijas Televizija va confirmar que tornaria un cop més a organitzar el seu habitual festival de preselecció, anomenat aquest cop Dziesma, per escollir el seu representant al Festival de 2013. La final va tindre lloc el 16 de febrer de 2013 a la ciutat de Ventspils. | PeR representaren Letònia al Festival de 2013 amb la cançó Here we go.                                    |
| Lituània         | Lietuvos Radijas ir Televizija (LRT) - Semifinal 1                                                                           | La Lietuvos Radijas ir Televizija va confirmar la seva participació al Festival de 2013; posteriorment, va obrir una convocatòria per rebre les propostes d'aquells artistes que volguessin participar en la preselecció oberta, anomenada Eurodiena, en què s'escolliria un cop més el representant lituà. La final va tindre lloc el 20 de desembre de 2012. | Andrius Pojavis representà Lituània al Festival de 2013 amb la cançó Something.                           |
| ARI de Macedònia | Makedonska Radio Televizija (MRT) - Semifinal 2                                                                              | La Makedonska Radio Televizija va confirmar la seva participació al Festival de 2013 i que l'elecció d'artista i cançó tornaria a fer-se de manera interna. El 28 de desembre de 2012 l'ens macedoni va anunciar els artistes escollits; la cançó que interpretaren va ser presentada originalment al públic el 27 de febrer de 2013, però degut a les ferotges crítiques de la premsa i l'opinió pública del país, va ser enretirada i es va haver de presentar un nou tema el 15 de març de 2013. | Esma i Lozano representaren l'ARI de Macedònia al Festival de 2013 amb la cançó Pred da se razdeni.       |
| Malta            | PBS Malta (Public Broadcasting Services / Television Malta) - Semifinal 2                                                    | La televisió pública maltesa va repetir de nou el mateix format de preselecció pública emprat per a la darrera edició, anomenat MESC. La final va tindre lloc el 2 de febrer de 2013. | Gianluca Bezzina representà la República de Malta al Festival de 2013 amb la cançó Tomorrow.              |
| Moldàvia         | TRM (Teleradio Moldova) - Semifinal 1                                                                                        | La TRM va confirmar la seva participació al Festival de 2013. Un cop més, l'ens moldau va organitzar una preselecció oberta, anomenada O melodie pentru Europa, per escollir al seu representant, però aquest cop escollint artista i cançó per separat. La gala final va tindre lloc el 16 de març de 2013. | Aliona Moon representà Moldàvia al Festival de 2013 amb la cançó O mie.                                   |
| Montenegro       | RTCG (Radiotelevizija Crne Gore) - Semifinal 1                                                                               | La televisió pública montenegrina va confirmar la seva presència al Festival i que l'elecció d'artista i cançó tornaria a ser completament interna. El 20 de desembre de 2012 van anunciar el grup escollit, i la cançó va ser presentada el 14 de març de 2013. | Who See i Nina Žižićrepresentaren Montenegro al Festival de 2013 amb la cançó Igranka.                    |
| Noruega          | NRK (Norsk Rikskringkasting) - Semifinal 2                                                                                   | La NRK va tornar a organitzar el seu habitual festival de preselecció anomenat Melodi Grand Prix. La final del festival va tindre lloc el 9 de febrer de 2013 | Margaret Berger representà Noruega al Festival de 2013 amb la cançó I feed you my love.                   |
| Països Baixos    | TROS (Televisie Radio Omroep Stichting) - Semifinal 1                                                                        | La cadena pública TROS va anunciar en un principi que organitzaria de nou el National Songfestival com a mètode de preselecció; però el 17 d'octubre de 2012 va confirmar que havia arribat a un acord amb una artista perquè representés el país al Festival. L'artista escollida va presentar la cançó triada l'11 de març de 2013. | Anouk representà els Països Baixos al Festival de 2013 amb la cançó Birds.                                |
| Regne Unit       | BBC (British Broadcasting Corporation) - Vota a la Semifinal 1                                                               | La BBC va escollir internament tant l'artista com la cançó, que varen ser presentades el 7 de març de 2013. | Bonnie Tyler representà el Regne Unit al Festival de 2013 amb la cançó Believe in me.                     |
| Romania          | TVR (Televiziunea Româna) - Semifinal 2                                                                                      | La TVR va confirmar la seva participació a l'edició de 2013 i l'organització un cop més d'una preselecció oberta per escollir el seu representant, anomenada Selectia Nationala, la final de la qual va tindre lloc el 9 de març de 2013. | Cezar representà Romania al Festival de 2013 amb la cançó It's my life.                                   |
| Rússia           | CR1 (Kanal Rossija 1) - Semifinal 1                                                                                          | L'ens públic rus CR1 va confirmar que prendria el relleu de l'altra cadena pública, la RTR, que va ser responsable de la darrera participació russa al Festival. Aquest ens optà finalment per una elecció interna tant d'artista com de cançó. La cantant escollida i el títol de la cançó van ser anunciats el 19 de febrer de 2013. | Dina Garípova representà Rússia al Festival de 2013 amb la cançó What if.                                 |
| San Marino       | SMTV (Televisione della Repubblica di San Marino) - Semifinal 2                                                              | La televisió sanmarinesa va confirmar la seva participació al Festival i va anunciar que l'elecció d'artista i cançó tornarien a ser completament internes. L'artista escollit i el títol de la cançó van ser presentats al públic el 30 de gener de 2013. La cançó va ser presentada el 15 de març de 2013. | Valentina Monetta representà San Marino al Festival de 2013 amb la cançó Crisalide.                       |
| Sèrbia           | RTS (Radiotelevizija Srbije) - Semifinal 1                                                                                   | La RTS va confirmar la seva participació al Festival de 2013; posteriorment va anunciar que organitzaria una preselecció oberta, anomenada Beosong, per escollir el seu representant. La final es va dur a terme el 3 de març de 2013. | Moje 3 representà Sèrbia al Festival de 2013 amb la cançó Ljubav je svuda.                                |
| Suècia           | SVT (Sveriges Television) - Vota a la Semifinal 1                                                                            | La SVT va ser l'amfitriona del Festival. Per escollir el seu representant va tornar a organitzar el seu històric festival de preselecció anomenat Melodifestivalen. La final va tindre lloc el 9 de març de 2013, a la seva nova seu, el recentment construït estadi Friends Arena, a Solna. | Robin Stjernberg representà Suècia al Festival de 2013 amb la cançó You.                                  |
| Suïssa           | SF (Schweizer Fernsehen) - Semifinal 2                                                                                       | El grup de canals suïssos va confirmar que la participació del país al Festival continuaria el 2013. Com és habitual al darrers anys, la preselecció pública consta de diverses fases: mentre que la televisió germanòfona va escollir quatre candidats a través de la seva plataforma d'Internet, la televisió francòfona va escollir internament els altres tres candidats i la televisió de parla italiana va triar els dos restants mitjançant una preselecció televisada. Els nou candidats escollits per les tres televisions van competir a la final, anomenada Die große Entscheidungsshow, que tingué lloc a Kreuzlingen el dia 15 de desembre de 2012. | Takasa representaren Suïssa al Festival de 2013 amb la cançó You and me.                                  |
| Ucraïna          | Companyia Nacional de Televisió Ucraïnesa (NTU) - Semifinal 1                                                                | La Companyia Nacional de Televisió Ucraïnesa va obrir una convocatòria perquè els artistes interessats en representar el país al Festival de 2013 hi enviessin les seves propostes. Posteriorment, un jurat de la cadena va triar els vint finalistes que competiren en una preselecció televisada, prevista pel 23 de desembre de 2012. | Zlata Ognevych representà Ucraïna al Festival de 2013 amb la cançó Gravity.                               |
| Xipre            | CyBC (Cyprus Broadcasting Corporation) - Semifinal 1                                                                         | La televisió pública xipriota va demanar suport financer a les discogràfiques del país per tal de poder presentar una candidatura al Festival, donades les retallades econòmiques aplicades pel govern de l'illa a les subvencions que l'ens televisiu rebia habitualment de l'estat. Un cop enllestit el problema de fons, la CyBC va anunciar que escolliria el seu representant internament; l'artista va ser anunciada l'1 de febrer de 2013 i la cançó es va donar a conèixer el 14 de febrer de 2013. | Despina Olympiou representà Xipre al Festival de 2013 amb la cançó An me thimasai.                        |

## Resultats
Semifinal 1: 14 de maig de 2013
| Lloc de sortida | País          | Artista              | Cançó                 | Posició final | Puntuació |
| --------------- | ------------- | -------------------- | --------------------- | ------------- | --------- |
| 01              | Àustria       | Natália Kelly        | "Shine"               | 14            | 27        |
| 02              | Estònia       | Birgit Õigemeel      | "Et uus saaks alguse" | 10            | 52        |
| 03              | Eslovènia     | Hannah               | "Straight Into Love"  | 16            | 8         |
| 04              | Croàcia       | Klapa s Mora         | "Mižerja"             | 13            | 38        |
| 05              | Dinamarca     | Emmelie de Forest    | "Only Teardrops"      | 1             | 167       |
| 06              | Rússia        | Dina Garípova        | "What If"             | 2             | 156       |
| 07              | Ucraïna       | Zlata Ognevych       | "Gravity"             | 3             | 140       |
| 08              | Països Baixos | Anouk                | "Birds"               | 5             | 75        |
| 09              | Montenegro    | Who See & Nina Žižić | "Igranka"             | 12            | 41        |
| 10              | Lituània      | Andrius Pojavis      | "Something"           | 9             | 53        |
| 11              | Belarús       | Alyona Lanskaya      | "Solayoh"             | 7             | 64        |
| 12              | Moldàvia      | Aliona Moon          | "O mie"               | 4             | 95        |
| 13              | Irlanda       | Ryan Dolan           | "Only Love Survives"  | 8             | 54        |
| 14              | Xipre         | Despina Olympiou     | "An me thimasai"      | 15            | 11        |
| 15              | Bèlgica       | Roberto Bellarosa    | "Love Kills"          | 6             | 75        |
| 16              | Sèrbia        | Moje 3               | "Ljubav je svuda"     | 11            | 46        |

Semifinal 2: 16 de maig de 2013
| Lloc de sortida | País             | Artista                           | Cançó                | Posició final | Puntuació |
| --------------- | ---------------- | --------------------------------- | -------------------- | ------------- | --------- |
| 01              | Letònia          | PeR                               | "Here We Go"         | 17            | 13        |
| 02              | San Marino       | Valentina Monetta                 | "Crisalide"          | 11            | 47        |
| 03              | ARI de Macedònia | Esma & Lozano                     | "Pred da se razdeni" | 16            | 28        |
| 04              | Azerbaidjan      | Farid Mammadov                    | "Hold Me"            | 1             | 139       |
| 05              | Finlàndia        | Krista Siegfrids                  | "Marry Me"           | 9             | 64        |
| 06              | Malta            | Gianluca Bezzina                  | "Tomorrow"           | 4             | 118       |
| 07              | Bulgària         | Elitsa Todorova & Stoyan Yankulov | "Samo shampioni"     | 12            | 45        |
| 08              | Islàndia         | Eythor Ingi                       | "Ég á líf"           | 6             | 72        |
| 09              | Grècia           | Koza Mostra & Agàthonas Iakovidis | "Alcohol Is Free"    | 2             | 121       |
| 10              | Israel           | Moran Mazor                       | "Rak bishvilo"       | 14            | 40        |
| 11              | Armènia          | Dorians                           | "Lonely Planet"      | 7             | 69        |
| 12              | Hongria          | ByeAlex                           | "Kedvesem"           | 8             | 66        |
| 13              | Noruega          | Margaret Berger                   | "I Feed You My Love" | 3             | 120       |
| 14              | Albània          | Adrian Lulgjuraj & Bledar Sejko   | "Identitet"          | 15            | 31        |
| 15              | Geòrgia          | Nodi Tatishvili & Sophie Gelovani | "Waterfall"          | 10            | 63        |
| 16              | Suïssa           | Takasa                            | "You and Me"         | 13            | 41        |
| 17              | Romania          | Cezar                             | "It's My Life"       | 5             | 83        |

Final: 18 de maig de 2013
| Lloc de sortida | País          | Artista                           | Cançó                    | Posició final | Puntuació |
| --------------- | ------------- | --------------------------------- | ------------------------ | ------------- | --------- |
| 01              | França        | Amandine Bourgeois                | "L'enfer et moi"         | 23            | 14        |
| 02              | Lituània      | Andrius Pojavis                   | "Something"              | 22            | 17        |
| 03              | Moldàvia      | Aliona Moon                       | "O mie"                  | 11            | 71        |
| 04              | Finlàndia     | Krista Siegfrids                  | "Marry Me"               | 24            | 13        |
| 05              | Espanya       | El Sueño de Morfeo                | "Contigo hasta el final" | 25            | 8         |
| 06              | Bèlgica       | Roberto Bellarosa                 | "Love Kills"             | 12            | 71        |
| 07              | Estònia       | Birgit Õigemeel                   | "Et uus saaks alguse"    | 20            | 19        |
| 08              | Belarús       | Alyona Lanskaya                   | "Solayoh"                | 16            | 48        |
| 09              | Malta         | Gianluca Bezzina                  | "Tomorrow"               | 8             | 120       |
| 10              | Rússia        | Dina Garípova                     | "What If"                | 5             | 174       |
| 11              | Alemanya      | Cascada                           | "Glorious"               | 21            | 18        |
| 12              | Armènia       | Dorians                           | "Lonely Planet"          | 18            | 41        |
| 13              | Països Baixos | Anouk                             | "Birds"                  | 9             | 114       |
| 14              | Romania       | Cezar                             | "It's My Life"           | 13            | 65        |
| 15              | Regne Unit    | Bonnie Tyler                      | "Believe in Me"          | 19            | 23        |
| 16              | Suècia        | Robin Stjernberg                  | "You"                    | 14            | 62        |
| 17              | Hongria       | ByeAlex                           | "Kedvesem"               | 10            | 84        |
| 18              | Dinamarca     | Emmelie de Forest                 | "Only Teardrops"         | 1             | 281       |
| 19              | Islàndia      | Eythor Ingi                       | "Ég á líf"               | 17            | 47        |
| 20              | Azerbaidjan   | Farid Mammadov                    | "Hold Me"                | 2             | 234       |
| 21              | Grècia        | Koza Mostra & Agàthonas Iakovidis | "Alcohol Is Free"        | 6             | 152       |
| 22              | Ucraïna       | Zlata Ognevych                    | "Gravity"                | 3             | 214       |
| 23              | Itàlia        | Marco Mengoni                     | "L'essenziale"           | 7             | 126       |
| 24              | Noruega       | Margaret Berger                   | "I Feed You My Love"     | 4             | 191       |
| 25              | Geòrgia       | Nodi Tatishvili & Sophie Gelovani | "Waterfall"              | 15            | 50        |
| 26              | Irlanda       | Ryan Dolan                        | "Only Love Survives"     | 26            | 5         |

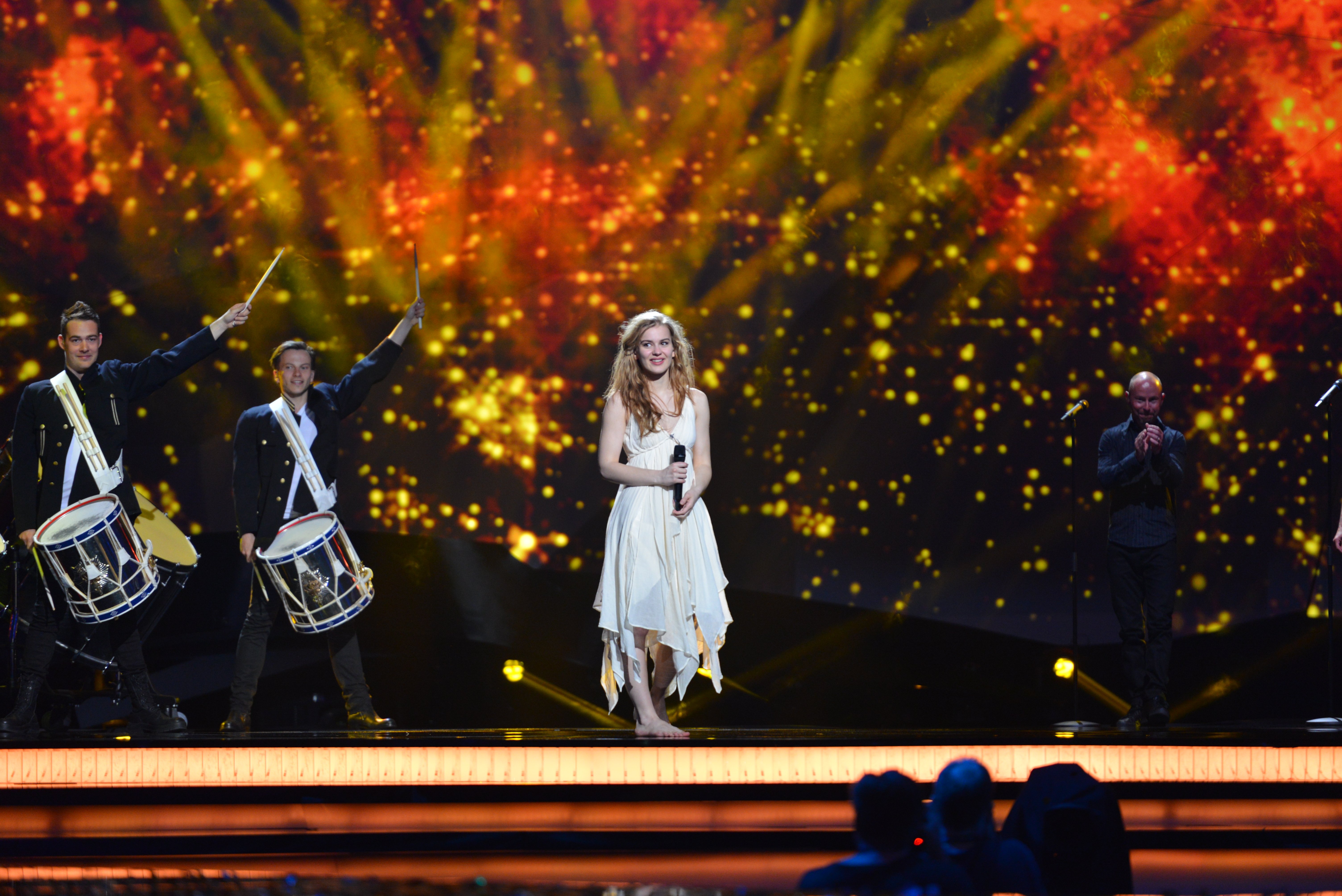
Emmelie de Forest amb el seu tema Only teardrops va aconseguir la tercera victòria de Dinamarca amb 281 punts.
DEN

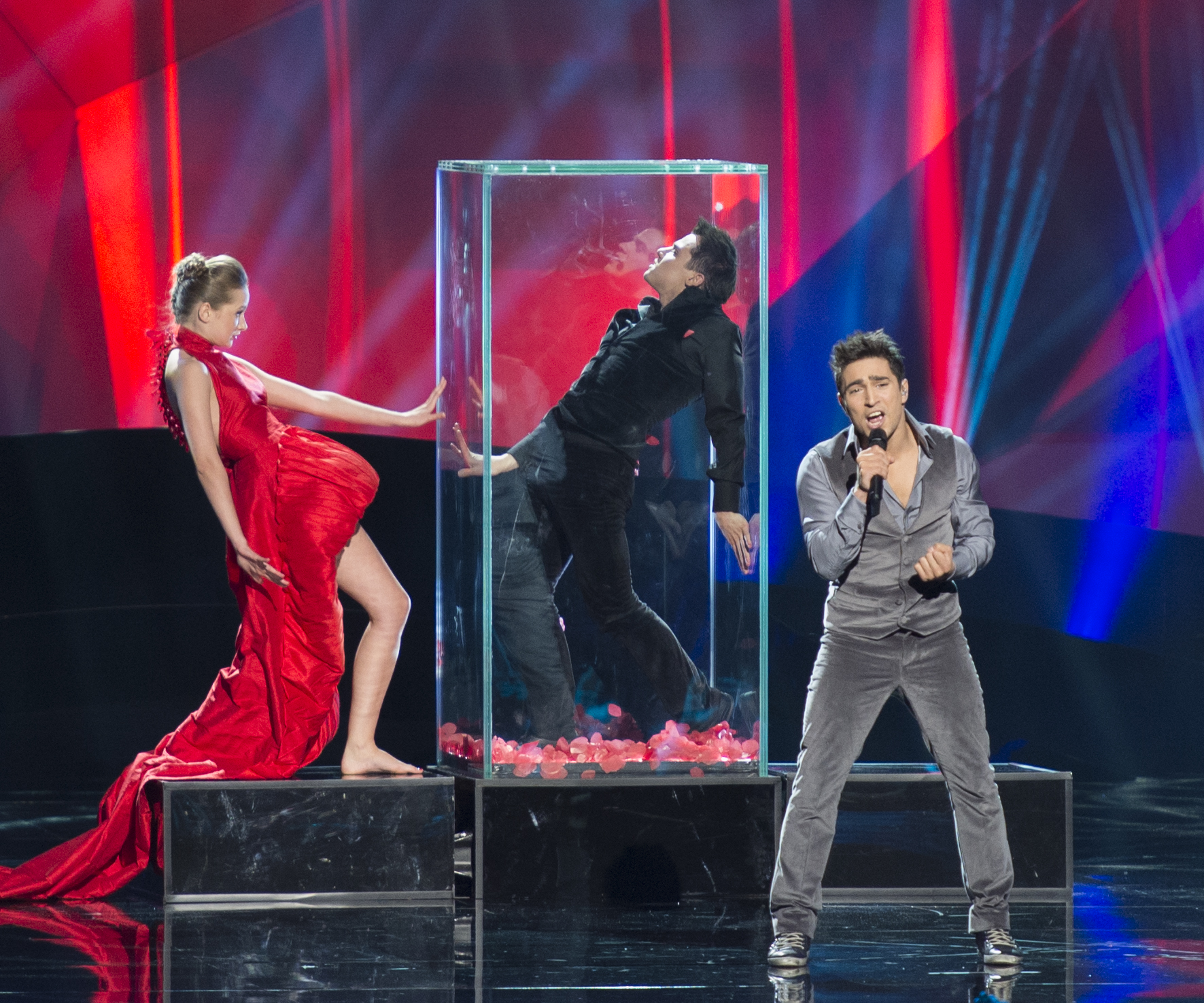
Farid Mammadov amb la cançó Hold me va aconseguir ser subcampió amb 234 punts, la puntuació més alta que ha aconseguit aquest país.
AZE

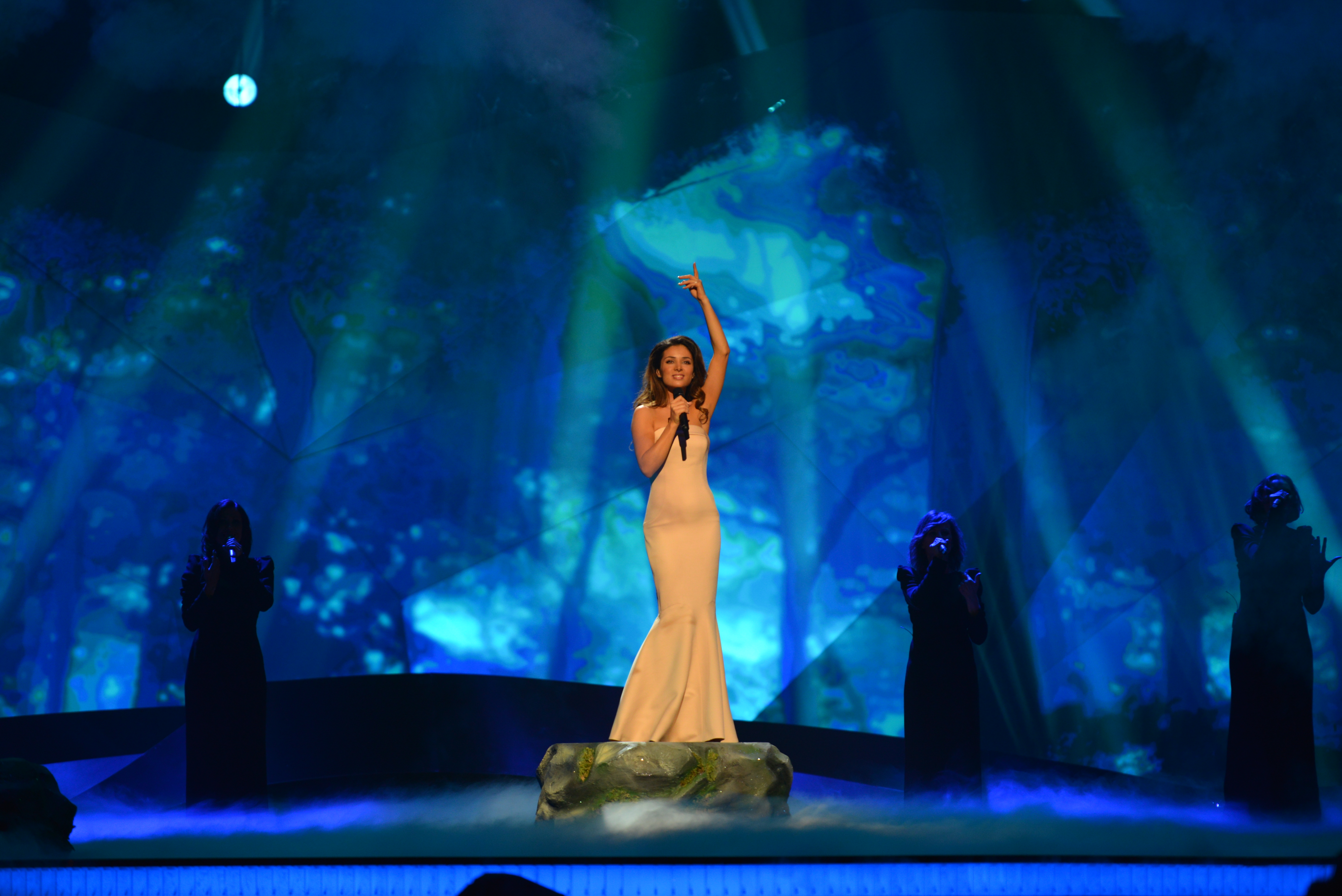
Zlata Ognevych va finalitzar en tercer lloc amb 214 punts gràcies a la balada anomenada Gravity.
UKR

Dinamarca va ser el país guanyador del Festival de 2013 amb 281 punts.

### Ordre de votació
| 1. San Marino · 2. Suècia · 3. Albània · 4. Països Baixos · 5. Àustria · 6. Regne Unit · 7. Israel · 8. Sèrbia · 9. Ucraïna · 10. Hongria · 11. Romania · 12. Moldàvia · 13. Azerbaidjan | 14. Noruega · 15. Armènia · 16. Itàlia · 17. Finlàndia · 18. Espanya · 19. Belarús · 20. Letònia · 21. Bulgària · 22. Bèlgica · 23. Rússia · 24. Malta · 25. Estònia · 26. Alemanya | 27. Islàndia · 28. França · 29. Grècia · 30. Irlanda · 31. Dinamarca · 32. Montenegro · 33. Eslovènia · 34. Geòrgia · 35. ARI de Macedònia · 36. Xipre · 37. Croàcia · 38. Suïssa · 39. Lituània |

### Màximes puntuacions
Després de la votació, els països que van rebre 12 punts a la Final van ser:
| N. | A             | De                                                        |
| -- | ------------- | --------------------------------------------------------- |
| 10 | Azerbaidjan   | AUT · ISR · HUN · BUL · RUS · MLT · GRE · MNE · GEO · LTU |
| 8  | Dinamarca     | GBR · ITA · SRB · ISL · FRA · IRL · SVN · MKD             |
| 5  | Ucraïna       | MDA · AZE · ARM · BLR · CRO                               |
| 3  | Noruega       | SWE · FIN · DEN                                           |
| 3  | Itàlia        | ALB · ESP · SUI                                           |
| 2  | Grècia        | SMR · CYP                                                 |
| 2  | Rússia        | LAT · EST                                                 |
| 1  | Suècia        | NOR                                                       |
| 1  | Belarús       | UKR                                                       |
| 1  | Moldàvia      | ROU                                                       |
| 1  | Bèlgica       | NED                                                       |
| 1  | Països Baixos | BEL                                                       |
| 1  | Hongria       | DEU                                                       |

## Altres membres de la UER que no hi participen
- Andorra: El primer ministre andorrà Antoni Martí Petit va descartar que l'ens públic del Principat (RTVA) pugui tornar a participar en el Festival donada la manca de finançament per part del Govern. La darrera participació andorrana va ser al Festival de 2009.
- Bòsnia i Hercegovina: La televisió bòsnia BHRT, tot i que va confirmar la seva intenció de prendre part al Festival, va haver d'enretirar-se finalment degut a la seva greu situació financera.
- Eslovàquia: L'ens públic eslovac RTVS va anunciar la seva retirada del Festival degut a la manca de pressupost i el poc interès d'artistes i públic en el concurs, després d'una sèrie de pobres resultats.
- Luxemburg: La ministra de cultura luxemburguesa Octavie Modert va manifestar la voluntat del govern ducal de no interferir en la decisió de la RTL de mantindre's al marge del Festival des de l'any 1993. La RTL va confirmar que no participaria en el Festival de 2013 donada la manca de pressupost, però per primer cop en molts anys va deixar la porta oberta a un retorn en un futur proper.
- Polònia: La cadena polonesa TVP va confirmar el seu desinterès per retornar al Festival, després de retirar-se de la darrera edició pels mal resultats assolits i la manca de suport de públic i artistes locals.
- Portugal: L'ens portuguès Rádio e Televisão de Portugal va confirmar que no participaria en el Festival de 2013 per la seva greu situació financera i la incertesa del seu propi futur com a televisió pública, donat que el govern lusà planeja privatitzar-la.
- Txèquia: La televisió pública txeca (CT) va confirmar que no retornaria al Festival. La seva darrera participació va ser al 2009.
- Turquia: L'ens públic turc TRT va anunciar per sorpresa que no participaria en el següent Festival, després d'haver debatut amb diversos artistes les opcions de participació.

Els membres restants de la UER (Marroc, Algèria, Tunísia, Egipte, Líban i Jordània) no han participat mai al Festival (excepte el Marroc el 1980) i tampoc han mostrat un veritable interès per fer-ho, per raons culturals, polítiques i econòmiques.
L'ens televisiu 1FLTV, única televisió que opera amb seu a Liechtenstein, va presentar la seva candidatura a convertir-se en un nou membre actiu de la UER, la qual cosa permetria a aquest país participar en el Festival; però, de moment, aquesta no ha estat acceptada per l'organisme europeu i aquest ja no debatria noves incorporacions abans de 2013, fet que no permeté al Principat alpí poder debutar al Festival.